# ایلیوشین ایل-۶۲

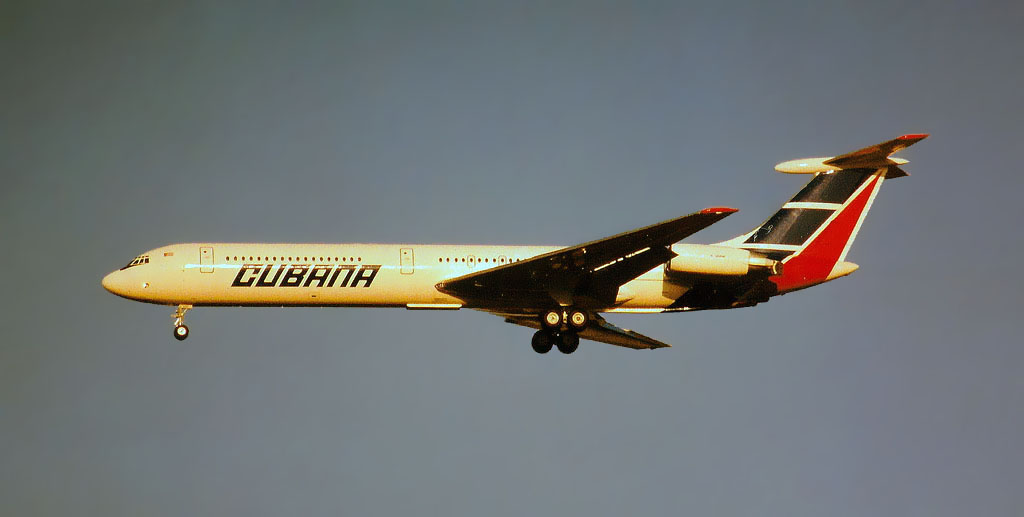
ایلیوشین ایل-۶۲

ایلیوشین ایل-۶۲ (به روسی: Ильюшин Ил-62) یک هواپیمای مسافربری چهارموتوره ساخته شرکت ایلیوشین ساخت شوروی سابق است. این هواپیما از سال ۱۹۶۷ روانه بازار شد. در مجموع ۲۸۹ فروند از این هواپیماها تولید و تحویل شد. این هواپیما هنوز هم توسط دو شرکت روسی و یک شرکت کوبایی مورد استفاده قرار می‌گیرد، شرکت هواپیمایی آریا متعلق به بخش خصوصی ایران نیز چهار فروند از این هواپیما را به صورت اجاره‌ای در ناوگان خود دارد که یکی از آنها دچار سانحه گردیده و مابقی زمینگیر هستند.

## مشخصات
ایلیوشین آی‌ال-۶۲ دارای چهار موتور توربوفن در دو سوی انتهای بدنه است. موتورها دو به دو در کنار هم قرار گرفته‌اند.
- خدمه: ۳ تا ۵ نفر + ۴ تا ۸ مهماندار
- فاصله نوک دو بال: ۴۳٫۲ متر
- طول: ۵۳٫۱ متر
- ارتفاع: ۱۲٫۴ متر
- ظرفیت مسافر: ۱۸۶ نفر
- بیشینه سرعت: ۹۰۰ کیلومتر بر ساعت
- محدوده پرواز: ۱۰۰۰۰ کیلومتر
- سقف پرواز: ۱۲۰۰۰ متر

## مدل‌ها
- IL-62 مدل اولیه.
- IL-62M مدل بهبود یافته با موتور جدید.
- IL-62MK دارای قدرت بیشتر برای حمل وزن بیشتر.

## نگارخانه

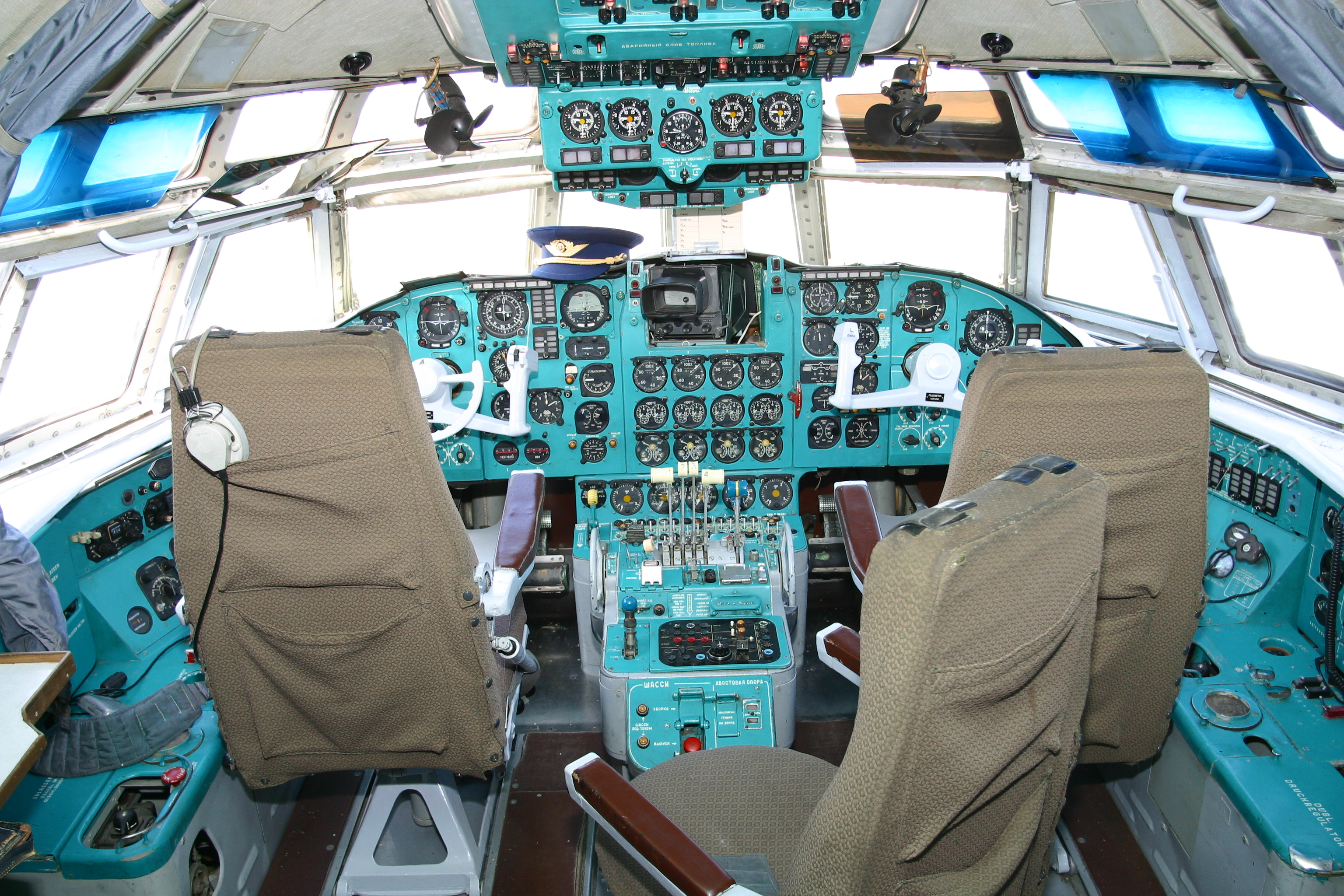
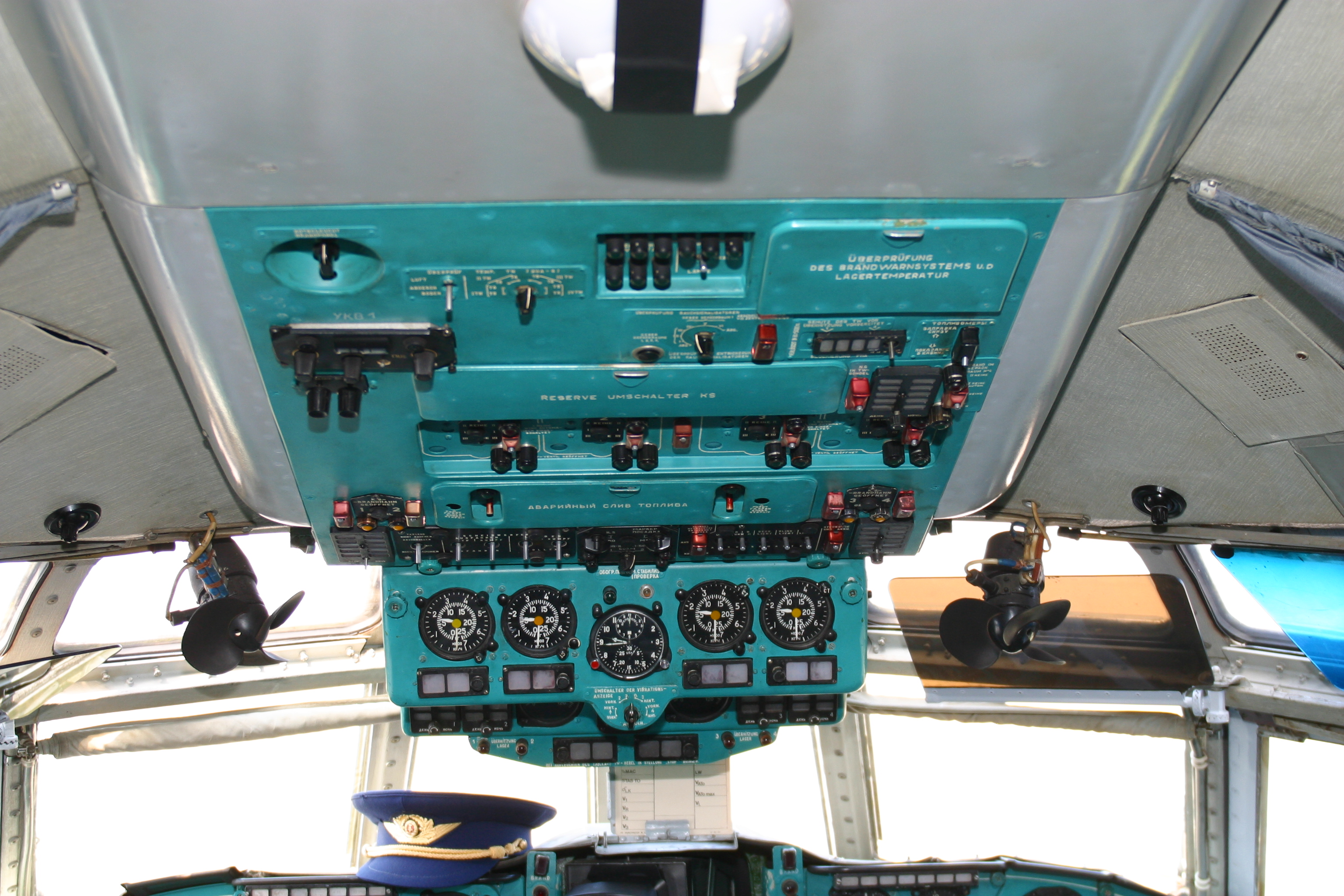
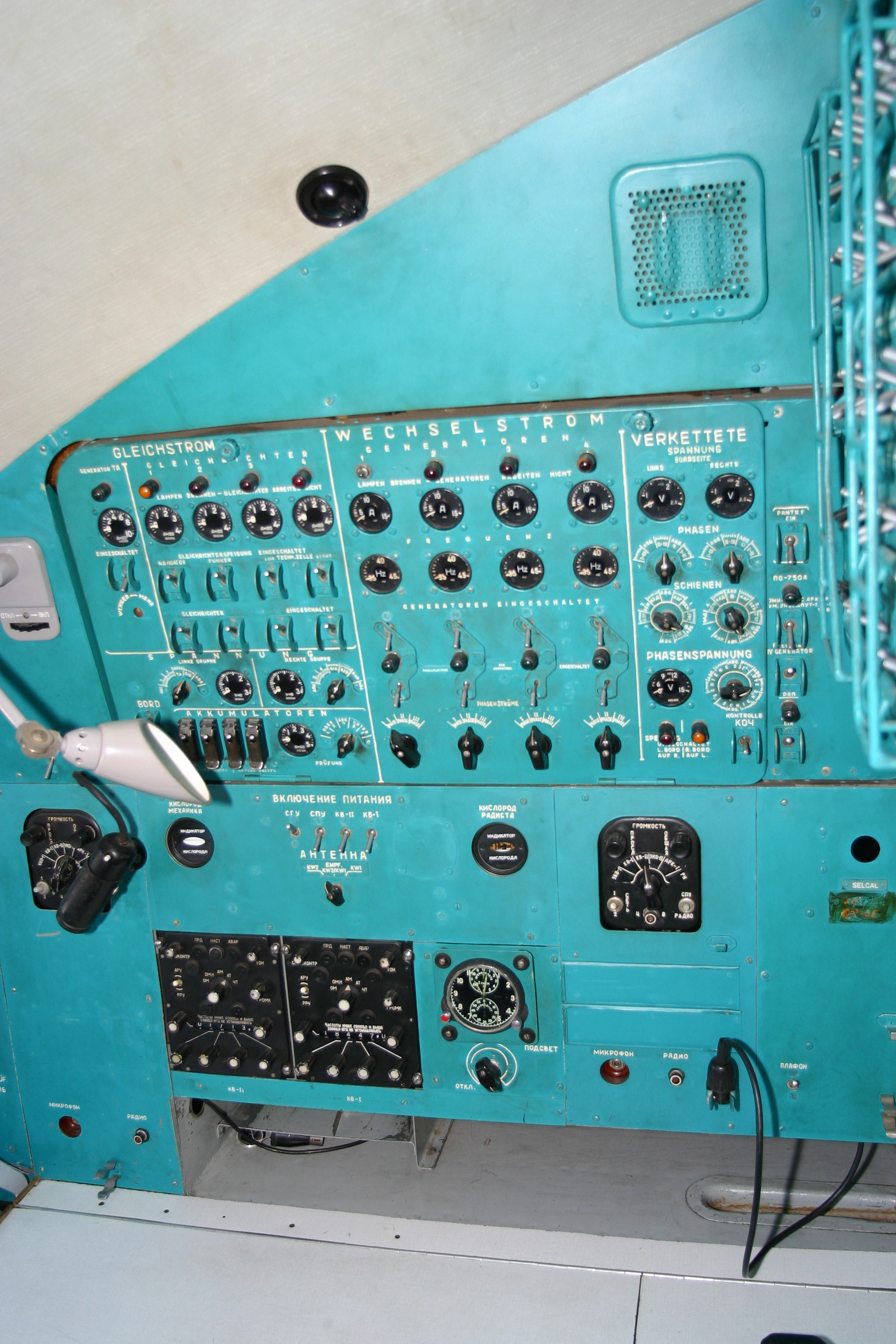
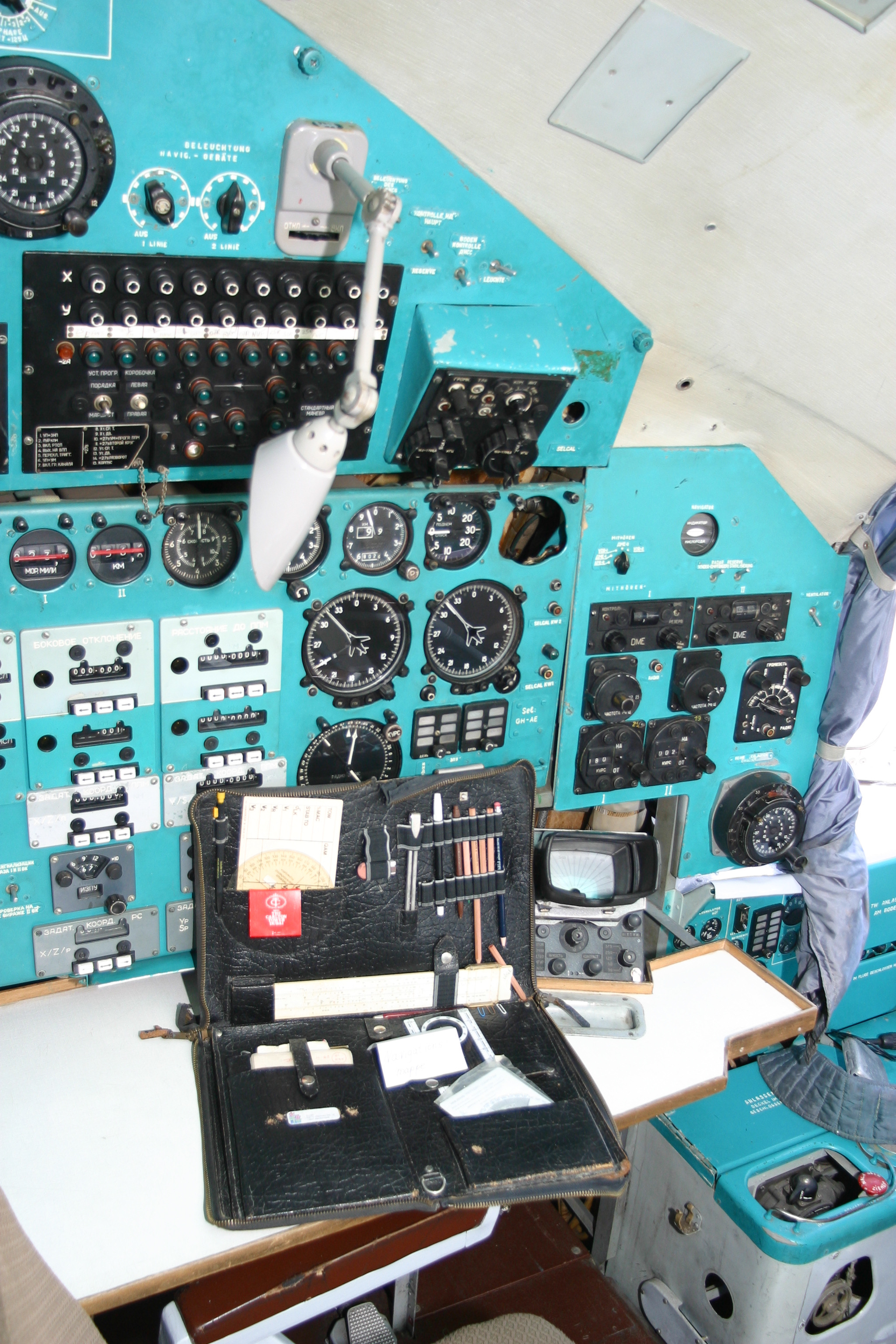